# Cancún Fútbol Club
Il Cancún Futbol Club è una società calcistica messicana con sede a Cancún, nello stato di Quintana Roo. Milita nella Liga de Expansión MX, la seconda divisione calcistica del Messico.

## Storia
Il 26 giugno 2020 l'Atlante fece ritorno a Città del Messico dopo 13 anni trascorsi a Cancún. Nello stesso giorno i Cafetaleros de Chiapas si trasferirono nello stato di Quintana Roo a causa di alcuni problemi economici con il governo di Chiapas, fondando una nuova società denominata Cancún Futbol Club.
Il club venne iscritto alla Liga de Expansión MX, nuova seconda divisione messicana dopo la soppressione dell'Ascenso MX ed il 30 giugno seguente Christian Giménez venne nominato tecnico.

## Stadio
Il Cancún F.C. gioca le sue partite casalinghe nello Stadio Olímpico Andrés Quintana Roo, struttura dotata di 17 289 posti che in passato ha ospitato gli incontri dei Pioneros de Cancún e dell'Atlante.

## Palmarès

### Competizioni nazionali
- Liga de Expansión MX: 1

Apertura 2023

## Organico

### Rosa 2020-2021
Aggiornata al 22 agosto 2020.
| N. |                    | Ruolo | Calciatore        |
| -- | ------------------ | ----- | ----------------- |
| 1  | Messico (bandiera) | P     | Guillermo Allison |
| 2  | Messico (bandiera) | D     | Diego Rosales     |
| 3  | Messico (bandiera) | D     | Luciano Bocco     |
| 4  | Messico (bandiera) | D     | Oswaldo León      |
| 6  | Messico (bandiera) | D     | Miguel Basulto    |
| 7  | Brasile (bandiera) | C     | Bruno Tiago       |
| 8  | Messico (bandiera) | C     | Hardy Meza        |
| 9  | Messico (bandiera) | C     | Michell Rodríguez |
| 10 | Messico (bandiera) | C     | Armando Zamorano  |
| 11 | Messico (bandiera) | C     | Steven Almeida    |
| 12 | Messico (bandiera) | P     | Sergio Silva      |

| N. |                    | Ruolo | Calciatore      |
| -- | ------------------ | ----- | --------------- |
| 13 | Messico (bandiera) | C     | Leonel Enríquez |
| 14 | Brasile (bandiera) | A     | Igor Neves      |
| 16 | Messico (bandiera) | C     | Manuel Sibaja   |
| 17 | Cile (bandiera)    | A     | Isaac Díaz      |
| 19 | Messico (bandiera) | A     | Éder Cruz       |
| 20 | Messico (bandiera) | C     | Sabas Camarillo |
| 21 | Messico (bandiera) | D     | Luis Alonso     |
| 22 | Messico (bandiera) | C     | José Hernández  |
| 27 | Brasile (bandiera) | D     | Lucas Maia      |
| 29 | Messico (bandiera) | D     | Yordi Parente   |